# 센타우루스자리 카파
센타우루스자리 카파(κ Cen, κ Centauri)는 센타우루스자리의 쌍성으로, 겉보기 등급은 +3.14 등급이다. 시차로 계산한 지구와의 거리는 380 광년(120 파섹)이다.